# Sascha Maaz

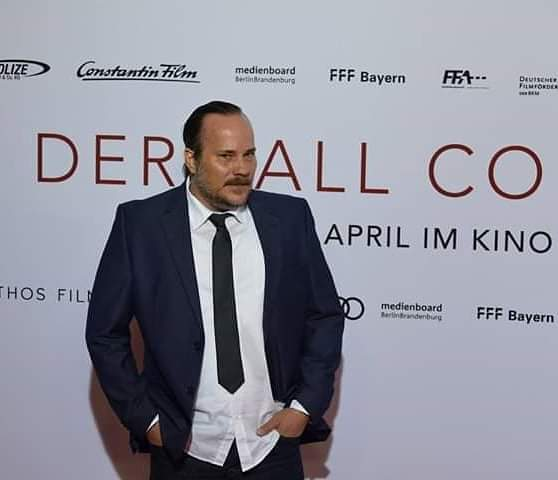
Sascha Maaz

Sascha Maaz (* 1970 in Stuttgart) ist ein deutscher Schauspieler.

## Leben
Sascha Maaz wuchs im schwäbischen Schwieberdingen auf, im Kreis Ludwigsburg. Nach dem Abitur und einer Ausbildung zum Reiseverkehrskaufmann zog er nach Los Angeles, wo er zwei Jahre lebte. Er arbeitete in der Touristik und absolvierte eine Schauspielausbildung an der Professional School for Arts, Torrance, LA County, USA. Nach langem Aufenthalt in Rio de Janeiro begann Maaz ein Studium der Psychologie an der Ludwig-Maximilians-Universität München (LMU) und eine klassische Theaterausbildung im Schauspielstudio Dorothea Gmelin, München, die er mit einer Bühnenreifeprüfung abschloss.
Für seine Nebenrolle als Oberkommissar in Polizeiruf 110: Smoke on the Water wurde Sascha Maaz für den Deutschen Schauspielerpreis 2015 in der Kategorie „Starker Auftritt“ nominiert.
Für seine Hauptrolle als Matthew Quinn im Theaterstück Fast perfekt von Nicole Moeller wurde er 2015 für den Monica-Bleibtreu-Preis nominiert.
Er arbeitet als Schauspieler für Theater und Film. Maaz ist Mitglied im Bundesverband Schauspiel (BFFS).

## Filmografie (Auswahl)

### Kino
- 2013: Wenn jetzt | Regie: Eva Trobisch
- 2014: Rico, Oskar und das Herzgebreche | Regie: Wolfgang Gross
- 2017: Alles ist gut | Regie: Eva Trobisch
- 2017: Lost Paradise/War Photographer | Regie: Bernd Wunder
- 2017: Schmucklos | Regie: Thomas Schwendemann
- 2018: Grace | Regie: Konstantin Egerndorfer
- 2021: Fabian oder Der Gang vor die Hunde | Regie: Dominik Graf
- 2023: The Zone of Interest | Regie: Jonathan Glazer

### Fernsehen
- 2011: Heiter bis tödlich: Hubert und Staller | Regie: Oliver Mielke
- 2013: Der Pilger | Regie: Thomas Berger
- 2013: Der Alte | Regie: Michael Schneider
- 2014: Dahoam is Dahoam | Regie: Jochen Müller
- 2014: Luis Trenker | Regie: Wolfgang Murnberger
- 2014: Polizeiruf 110: Smoke on the Water | Regie: Dominik Graf
- 2016: SOKO München | Regie: Katharina Bischof
- 2017: Am Abend aller Tage | Regie: Dominik Graf
- 2017: Verliebt in Valerie | Regie: Claudia Garde
- 2017: Tatort: Der rote Schatten | Regie: Dominik Graf
- 2018: Flucht durchs Höllental | Regie: Marcus O. Rosenmüller
- 2018: Polizeiruf 110: Tatorte | Regie: Christian Petzold
- 2018: Tatort: Damian | Regie: Stefan Schaller
- 2019: Polizeiruf 110: Die Lüge, die wir Zukunft nennen | Regie: Dominik Graf
- 2019: Tatort: Unklare Lage | Regie: Pia Strietmann
- 2019: Die Chefin | Regie: Michael Schneider
- 2019: Aktenzeichen XY "Räuber Socke" | Regie: Robert Sigl
- 2020: Unter uns | Regie: Michael Harings
- 2020: Oktoberfest 1900 (Fernsehserie) | Regie: Hannu Salonen
- 2022: Hubert ohne Staller (Fernsehserie) | Regie: Carsten Fiebeler
- 2022: Gesicht der Erinnerung (Fernsehfilm) | Regie: Dominik Graf
- 2024: Polizeiruf 110: Funkensommer (Fernsehreihe) | Regie: Alexander Adolph
- 2024: Tatort: Ad Acta (Fernsehreihe) | Regie: Rudi Gaul
- 2024: Watzmann ermittelt (Fernsehserie) | Regie: Julia Peters

## Synchronsprecher
- 2004: Zwei Hunde, Regie: Patrick Janney

## Sprecher
- 2020 Grimms Märchen /Hörbuch für Kinder, Regie: Bianka Lebsuch, BL Media Verlag Chemnitz

## Theater
- 2007: Der Selbstmörder von Nikolai Erdman | Regie: Evelyn Plank | Theater Halle 7 München
- 2008: Kreise drehen von Eugène Durif | Regie: Michael Leykauf | Theater Halle 7 München
- 2008: Hotel Disparu von Rebekka Kricheldorf | Regie: Dieter Nelle | Theater Halle 7 München
- 2014: Fast perfekt | Regie: Dieter Nelle | Teamtheater Tankstelle München

## Auszeichnungen
- DSP Deutscher Schauspielerpreis 2015 | Nominierung für Nebenrolle in Polizeiruf 110 "Smoke on the water" | Kategorie "Starker Auftritt"
- Monica-Bleibtreu-Preis 2015 | Nominierung für Hauptrolle in "Fast perfekt" von Nicole Moeller